# Louisa Alice Baker

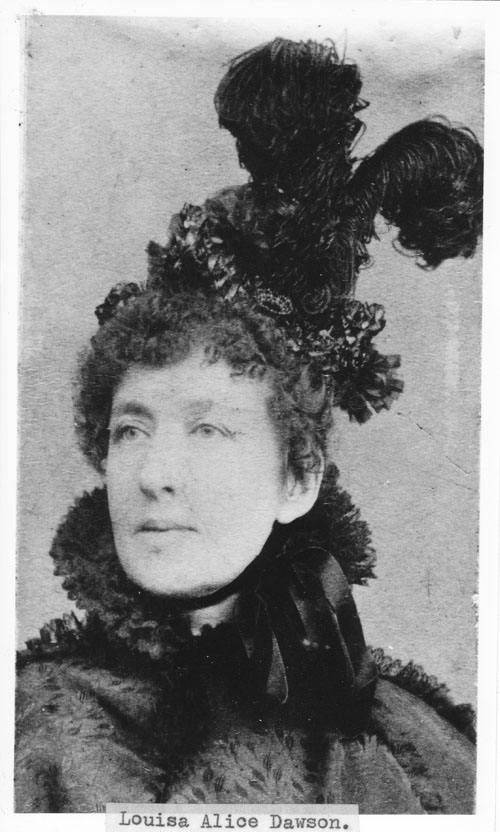
Louisa Alice Baker

Louisa Alice Baker (* 13. Januar 1856 in Aston, Warwickshire, England; † 22. März 1926 in Deal, Kent, England) war eine britisch-neuseeländische Journalistin und Autorin.

## Leben
Louisa Alice Dawson wurde am 13. Januar 1856 in Aston, Warwickshire, England als zweites von fünf Kindern der Eheleute Elizabeth Bratt und Henry Joseph Dawson, eines Zimmermanns und Teilzeit-Missionars, geboren. Im Oktober 1863 erreichte die Familie auf der Lancashire Witch die Hafenstadt Lyttelton und siedelte in der Gegend um Christchurch. Sie schrieb früh Artikel für die Zeitungen der Gegend. Im Alter von 18 Jahren heiratete sie am 7. November 1874 den 15 Jahre älteren John William Baker, einen Anstreicher für Häuser. 1875 wurde ihr Sohn geboren und 1877 ihre Tochter.
Im Juli 1886 zog sie mit ihren beiden Kindern nach Dunedin, während ihr Mann in Christchurch verblieb. Ihre Ehe war gescheitert, sie ließen sich aber nicht scheiden. In Dunedin arbeitete sie für die Zeitung Otago Witness, schrieb Artikel zu Frauen- und Kinder-Themen und assistierte bei der Kinderseite Dot's Little Folk der Zeitung. In der Serie Chalk, die sich 1886 über mehrere Ausgaben des Otago Witness erstreckte, stellte Baker das Schicksal eines armen Mädchens aus Birmingham dar, in dem es insbesondere um dem Missbrauch und der Vernachlässigung von Kindern ging. Ihre Arbeit bei der Zeitung war sehr erfolgreich und innovativ, so dass das Canterbury Women's Institute Economics Committee im September 1893 positiv auf sie aufmerksam wurde.
In ihren Kolumnen für die Zeitung stellte sie ihre Erfahrung einer zu frühen Ehe dar und stellte in eben dieser im September 1893 die Frage:

“Why do men ask that women should sit in the shadow of their throne?”

„Warum verlangen die Männer, dass die Frauen im Schatten ihres Throns sitzen sollen?“

Zu dieser Zeit wurde Bakers feministische Haltung deutlich, die sich zu radikalisieren schien. Auch war sie in der Frauenbewegung jener Tage in Dunedin und Christchurch aktiv.
In den frühen 1890er Jahren widmete sich Baker zusehends der Literatur und fing an ihren ersten Roman A Daughter of the King zu schreiben. Doch als sie in Neuseeland keinen Verleger für ihr Werk finden konnte, reiste sie 1894 mit ihrer Tochter nach England, um ihr Buch veröffentlichen zu können. Ihr Sohn blieb in Christchurch und sollte seine Mutter nie wieder sehen. Doch sie schickte ihm regelmäßig ihre Manuskripte ihrer Bücher und blieb per Brief mit ihm im Kontakt. Mit dem Verlag Hutchinson, der 1887 in London gegründet wurde, fand Baker einen Verleger für ihr Erstlingswerk. Zahlreiche weitere Bücher (Novellen) sollten bis 1910 folgen. Doch nach Neuseeland kehrte sie nie wieder zurück.
Ab 1903 schrieb sie für den Otago Witness von England aus eine wöchentliche Kolumne, die mit „Alice’s Letter From England“ betitelt und auf der Frauenseite platziert wurde. Sie setzte sich dabei für das Frauenwahlrecht ein, widmete sich Themen wie Krieg, bezog Positionen zum Thema Scheidung und ließ auch allgemein politische Themen nicht aus. Auch schrieb sie für englische Zeitungen und arbeitete als Lektorin für einen Verlag in London. In ihren späteren Jahren lebte sie allein in ihrem Cottage in Deal in der Grafschaft Kent, bis sie sich am 21. März 1926 schwere Verbrennungen zuzog, als sie versuchte das Feuer ihres Ölofens zu löschen. Sie verstarb einen Tag später im Krankenhaus an den Folgen.

## Werke
- A Daughter of the King. Hutchinson, London 1894 (englisch).
- The Majesty of Man. Hutchinson, London 1895 (englisch).
- In Golden Shackles. Hutchinson, London 1896 (englisch).
- Wheat in the Ear. Hutchinson, London 1898 (englisch).
- Looking Glass Hours. Hutchinson, London 1899 (englisch, zusammen mit Eliza Margaret J. Humphries, die mit ihrem Pseudonym Rita veröffentlichte).
- The Untold Half. Hutchinson, London 1899 (englisch).
- The Devil’s Half-Acre. Fisher Unwin, London 1900 (englisch).
- Another Woman’s Territory. Westminster: Constable, London 1901 (englisch).
- Not in Fellowship. Digby Long, London 1902 (englisch).
- A Maid of Mettle. Jacobs, Philadelphia 1902 (englisch).
- Over the Barriers. Isbister, London 1903 (englisch).
- A Slum Heroine. Digby Long, London 1904 (englisch).
- An Unanswered Question and Other Stories. Digby Long, London 1906 (englisch).
- His Neighbour’s Landmark. Digby Long, London 1907 (englisch).
- The Perfect Union. Digby Long, London 1908 (englisch).
- An Unread Letter. Digby Long, London 1909 (englisch).
- A Double Blindness. Digby Long, London 1910 (englisch).